# Ludus Magisterium
Ludus Magisterium é um coletivo ou comunidade, que se define como uma rede de pessoas interessadas no tema específico dos jogos de tabuleiro e educação, atuante em todo  o Brasil, fundada em 2019 por um grupo de pesquisadores da área. É também considerada uma rede de aprendizagem docente, uma vez que a ampla maioria de seus membros são educadores ou atuam na área. O grupo organiza eventos, palestras on-line e principalmente um simpósio anual de jogos e educação, além de outras atividades como publicação de livros e participação em eventos. Em 2025 contava com mais de 350 membros registrados.

## Criação
No início de 2019, um grupo de participantes da palestra "A investigação e o lúdico no Ensino Superior", realizada pela Prof. Dra. Carolina Spiegel (UFF e Fiocruz), no auditório do IOC/Fiocruz-RJ, resolveu trocar contatos e fundar um grupo de Whatsapp para discutir o tema dos jogos na educação. Rapidamente o grupo cresceu, organizou uma série de encontros presenciais e culminou em uma série de realizações, dentre os quais se destacam 
- a organização de simpósios anuais (o maior contou com cerca de 500 pessoas envolvidas);
- a publicação de um Manifesto de Educadores contra as medidas autoritárias e de precarização da educação pública no país),[7][8];
- a publicação dos anais e artigos relacionados ao evento[3]
- a criação do primeiro livro brasileiro especificamente voltado para o assunto dos jogos de tabuleiro com viés de design moderno, Jogos de Tabuleiro na Educação, em 2022.[5][4]

O grupo segue realizando sua troca por redes como Whatsapp, Facebook, Discord e divulgando o tema dos jogos de tabuleiro na educação, garantindo participação oficial em eventos internacionais digitais, como Gen Con e Spiel Digital, e não oficial em eventos como Diversão Offline e Bett Educar, bem como mantendo site próprio na Internet.

## Objetivos
A Ludus Magisterium se autodefine como uma rede de pessoas interessadas no tema dos jogos e educação. A preocupação fundamental é garantir a qualidade formativa dos educadores para com o uso responsável e de excelência dos jogos de tabuleiro (os quais o grupo entende englobar também jogos de carta e Role-playing games / RPG). A compreensão é que esses jogos contém características específicas, que os distinguem de outras atividades lúdicas como os jogos eletrônicos e outras formas de jogo, brincadeira e expressão lúdica, formando um campo de saber a ser mais e melhor pesquisado.
Para isso, mantém um grupo de discussões com pesquisadores de diversas áreas, e ações públicas de promoção da cultura dos jogos de tabuleiro e que favoreçam a formação e o desenvolvimento de saberes e fazeres em educação fazendo uso dos jogos de tabuleiro.

## Período pandêmico
Nos anos de 2020 e 2021, com as medidas de segurança para a contenção do Covid, a atuação da Ludus Magisterium se deu pela maciça participação online de seus membros em programações relacionadas a jogos e educação na versão digital de eventos internacionais como Gen Con e Spiel. O gruo cresceu na interação virtual e precisou criar um grupo moderador, basicamente constituído de membros fundadores. Além disso, em 2021 surgiu o projeto do livro Jogos de Tabuleiro e Educação.

## Simpósio Fluminense e Simpósio Brasileiro de Jogos e Educação

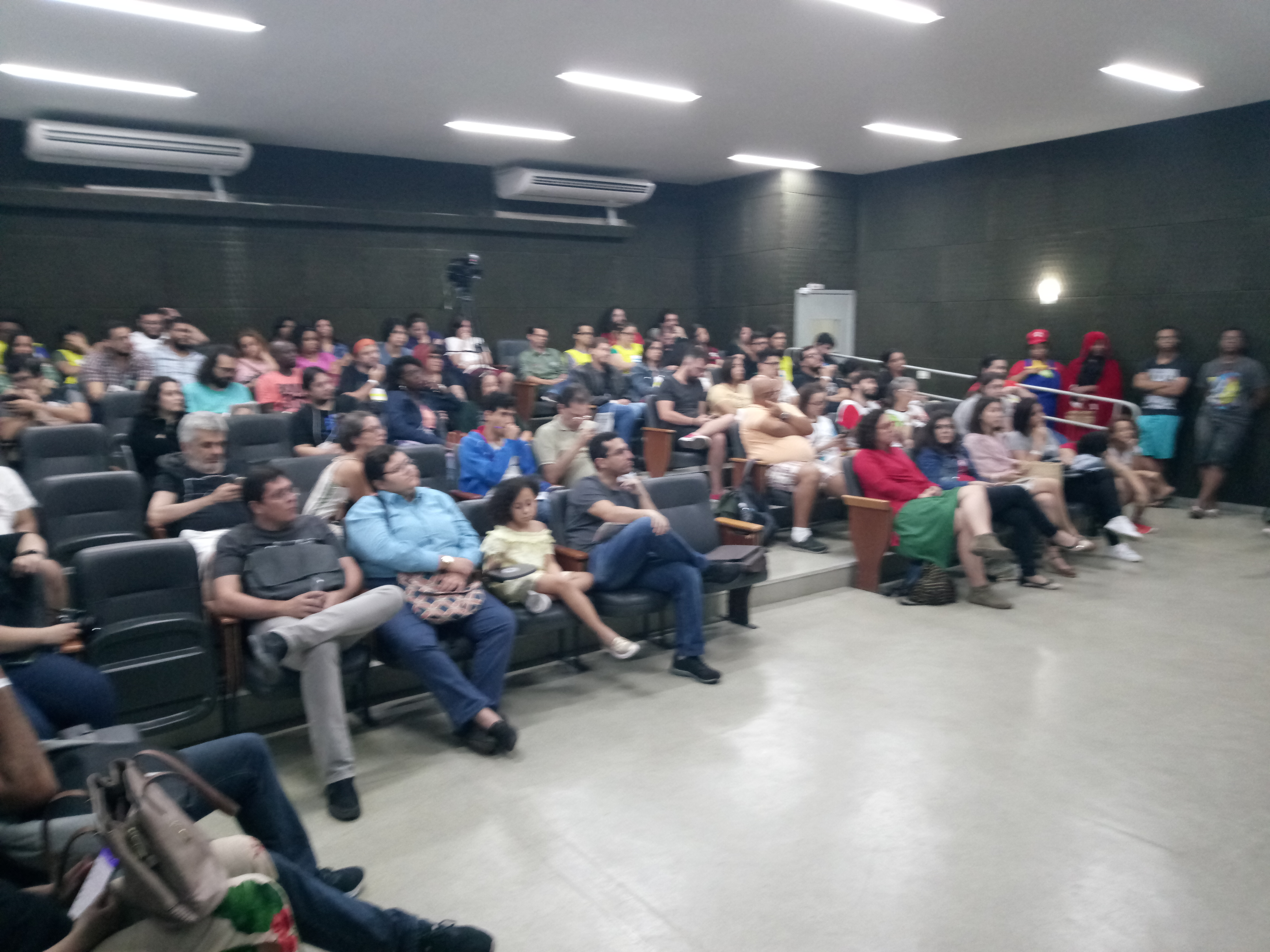
III Simposio Fluminense de Jogos e Educação, Foto da Plateia

A principal ação anual presencial da Ludus Magisterium é seu simpósio anual, ocorrido de modo itinerante, a cada ano em parceria com uma instituição de ensino que se torna sede do evento.  
- O I Simpósio Fluminense de Jogos e Educação[1] ocorreu em 2018, na escola Oga Mitá, organizado por alguns dos membros que viriam a fundar a Ludus Magisterium no ano seguinte. O evento foi cedido à Ludus Magisterium quando de sua criação.
- O II  Simpósio Fluminense de Jogos e Educação[8] ocorreu no CEFET-RJ, em 2019.
- O III Simpósio Fluminense de Jogos e Educação aconteceu no IFRJ, após a pandemia, em 2023
- O IV Simpósio Fluminense de Jogos e Educação , agora conjugado ao I Simpósio Brasileiro de Jogos e Educação, foi co-organizado junto a ESDI/UERJ, em em 2024. O simpósio de 2024 teve a primeira plenária aberta dos membros Ludus Magisterium.

## Membros e funcionamento
Toda a participação na Ludus Magisterium é 100% voluntária, e isenta de quaisquer contribuições materiais diretas. Ludus Magisterium não tem um número preciso de membros ativos, uma vez que a participação é livre. No entanto, após a pandemia o grupo original organizou um comitê de moderação nas redes, que é ainda responsável por um calendário e pelas atividades oficiais da rede, e vêm realizando um cadastro-controle, como forma de gerar estatísticas macro e maneira de evitar ataques cibernéticos em suas atividades virtuais. Em 2019, pelo menos 75% do grupo era composta de mestres e doutores e pesquisadores de instituições públicas, de diversas áreas, em especial de licenciaturas.
Em 2025, o grupo contava com centenas de registros, sendo mais de 350 membros ativos em suas redes. 

## O nome Ludus Magisterium
Ludus Magisterium é um dispositivo fictício apresentado por Herman Hesse no romance "O jogo das contas de vidro". Através desse jogo é possível acessar todos os conhecimentos da humanidade. O nome foi sugerido ao grupo por seu integrante fundador, o psicólogo Pedro Vitiello, como inspiração para os estudos acerca de alcançar, desenvolver e compartilhar conhecimento por meio e a partir de jogos de mesa (tabuleiros/cartas) de natureza presencial.

## Interesse acadêmico na rede Ludus Magisterium
Duas dissertações de mestrado abordaram a Ludus Magisterium enquanto local online de desenvolvimento docente e seu ludoletramento: 
CARVALHO, Arnaldo V. Ludus Magisterium: uma rede de aprendizagem em torno dos jogos de tabuleiro na educação. Rio de Janeiro: Universidade do Estado do Rio de Janeiro, 2022. 
NÓBREGA, Rafaela. RPG, Design e Educação: trajetórias, cocriação e transdisciplinaridade a partir de observação na Ludus Magisterium. Rio de Janeiro: ESDI-UERJ, 2023. 

## Publicações
- Costa, Leonardo Emanuel de Oliveira; Carvalho, Arnaldo V. (1 de janeiro de 2021). «REPRESENTAÇÃO, PAPÉIS E JOGOS: Coletânea de textos e artigos do II Simpósio Fluminense de Jogos e Educação». [3]
- PICCOLO, Paula; CARVALHO, Arnaldo V. (Orgs.). Jogos de tabuleiro na educação. São Paulo: Devir Livraria, 2022. 264 p. ISBN 978-65-5514-102-3.[4]

## Ligaões externas
- «Página oficial»
- Ludus Magisterium no Instagram